# Tanekas
Tanekas je hora v pohoří Atakora v západní Africe. Leží v severozápadní části Beninu (departement Atakora), nedaleko hranic s Togem. Jedná se o druhý nejvyšší vrchol země (641 m n. m.) hned po Mont Sokbaro (658 m n. m.).